# العلاقات البليزية المدغشقرية
العلاقات البليزية المدغشقرية هي العلاقات الثنائية التي تجمع بين بليز ومدغشقر.

## مقارنة بين البلدين
هذه مقارنة عامة ومرجعية للدولتين:
| وجه المقارنة                                              | بليز         | مدغشقر                      |
| --------------------------------------------------------- | ------------ | --------------------------- |
| المساحة (كم2)                                             | 22.97 ألف    | 587.04 ألف                  |
| عدد السكان (نسمة)                                         | 374.68 ألف   | 25.57 مليون                 |
| الكثافة السكانية (ن./كم²)                                 | 16.31        | 43.56                       |
| العاصمة                                                   | بلموبان      | أنتاناناريفو                |
| اللغة الرسمية                                             | لغة إنجليزية | اللغة الملغاشية، لغة فرنسية |
| العملة                                                    | دولار بليزي  | أرياري مدغشقري              |
| الناتج المحلي الإجمالي (بليون دولار)                      | 1.84 مليار   | 11.50 مليار                 |
| الناتج المحلي الإجمالي (تعادل القوة الشرائية) بليون دولار | 3.05 مليار   | 35.51 مليار                 |
| الناتج المحلي الإجمالي الاسمي للفرد دولار أمريكي          | 4.88 ألف     | 401                         |
| الناتج المحلي الإجمالي للفرد دولار أمريكي                 | 8.42 ألف     | 1.44 ألف                    |
| مؤشر التنمية البشرية                                      | 0.715        | 0.510                       |
| رمز المكالمات الدولي                                      | +501         | +261                        |
| رمز الإنترنت                                              | .bz          | .mg                         |
| المنطقة الزمنية                                           | 00           | ت ع م+03:00                 |

## منظمات دولية مشتركة
يشترك البلدان في عضوية مجموعة من المنظمات الدولية، منها:
| علم المنظمة | اسم المنظمة                                 | تاريخ انضمام بليز | تاريخ انضمام مدغشقر |
| ----------- | ------------------------------------------- | ----------------- | ------------------- |
|             | وكالة ضمان الاستثمار متعدد الأطراف          | 29 يونيو 1992     | 8 يونيو 1988        |
|             | منظمة الشرطة الجنائية الدولية               | ?                 | ?                   |
|             | مجموعة دول أفريقيا والكاريبي والمحيط الهادئ | ?                 | ?                   |
|             | منظمة حظر الأسلحة الكيميائية                | ?                 | ?                   |
|             | منظمة التجارة العالمية                      | ?                 | ?                   |
|             | الفريق المعني برصد الأرض                    | ?                 | ?                   |
|             | البنك الدولي للإنشاء والتعمير               | 19 مارس 1982      | 25 سبتمبر 1963      |
|             | الأمم المتحدة                               | 25 سبتمبر 1981    | 20 سبتمبر 1960      |
|             | مؤسسة التمويل الدولية                       | 19 مارس 1982      | 27 سبتمبر 1963      |
|             | يونسكو                                      | 10 مايو 1982      | 10 نوفمبر 1960      |
|             | مؤسسة التنمية الدولية                       | 19 مارس 1982      | 25 سبتمبر 1963      |
|             | الاتحاد البريدي العالمي                     | ?                 | ?                   |
|             | الاتحاد الدولي للاتصالات                    | 16 ديسمبر 1981    | 11 مايو 1961        |

## وصلات خارجية
- موقع وزارة الخارجية البليزية